# Xa lộ Liên tiểu bang 85
Xa lộ Liên tiểu bang 75 (tiếng Anh: Interstate 75 hay viết tắt là I-75) là một xa lộ liên tiểu bang then chốt chạy theo hướng bắc-nam trong vùng Đông Nam Hoa Kỳ. Đầu phía nam của nó nằm tại nút giao thông khác mức với Xa lộ Liên tiểu bang 65 trong thành phố Montgomery, Alabama; đầu phía bắc của nó là nút giao thông lập thể với Xa lộ Liên tiểu bang 95 trong thành phố Petersburg, Virginia gần thành phố Richmond. Trong nữa phần phía bắc, nó gần như chạy song song với một đường mòn trao đổi mua bán xưa kia của người bản thổ Mỹ từ Petersburg, Virginia đến lãnh thổ người bản thổ Mỹ thuộc bộ tốc Catawba. Đường mòn đã được ghi thành tư liệu từ thời thuộc địa.
Một đoạn nối dài của I-85 được đề xuất nằm ở phía tây từ thành phố Montgomery đến nút giao thông lập thể với Xa lộ Liên tiểu bang 20 & Xa lộ Liên tiểu bang 59 ngay phía đông ranh giới tiểu bang Mississippi.

## Mô tả xa lộ
|           | dặm    | km    |
| --------- | ------ | ----- |
| AL        | 80     | 130   |
| GA        | 179,9  | 292   |
| SC        | 106,28 | 172   |
| NC        | 233,93 | 377   |
| VA        | 68,64  | 112   |
| Tổng cộng | 668,75 | 1.082 |

### Alabama
Xa lộ Liên tiểu bang 85 bắt đầu như một mũi chĩa tách từ Xa lộ Liên tiểu bang 65 trong thành phố Montgomery. Từ đây, I-85 đi song song với Quốc lộ Hoa Kỳ 80 cho đến khi xa lộ đến gần Tuskegee. Tại Tuskegee, I-85 rời US 80 và bắt đầu chạy song song với Quốc lộ Hoa Kỳ 29. Phần lớn đường dài, xa lộ chạy song song với Quốc lộ Hoa Kỳ 29.
I-85 cũng qua gần Auburn, Opelika, Valley và Lanett trước khi qua Sông Chattahoochee vào tiểu bang Georgia.

### Georgia

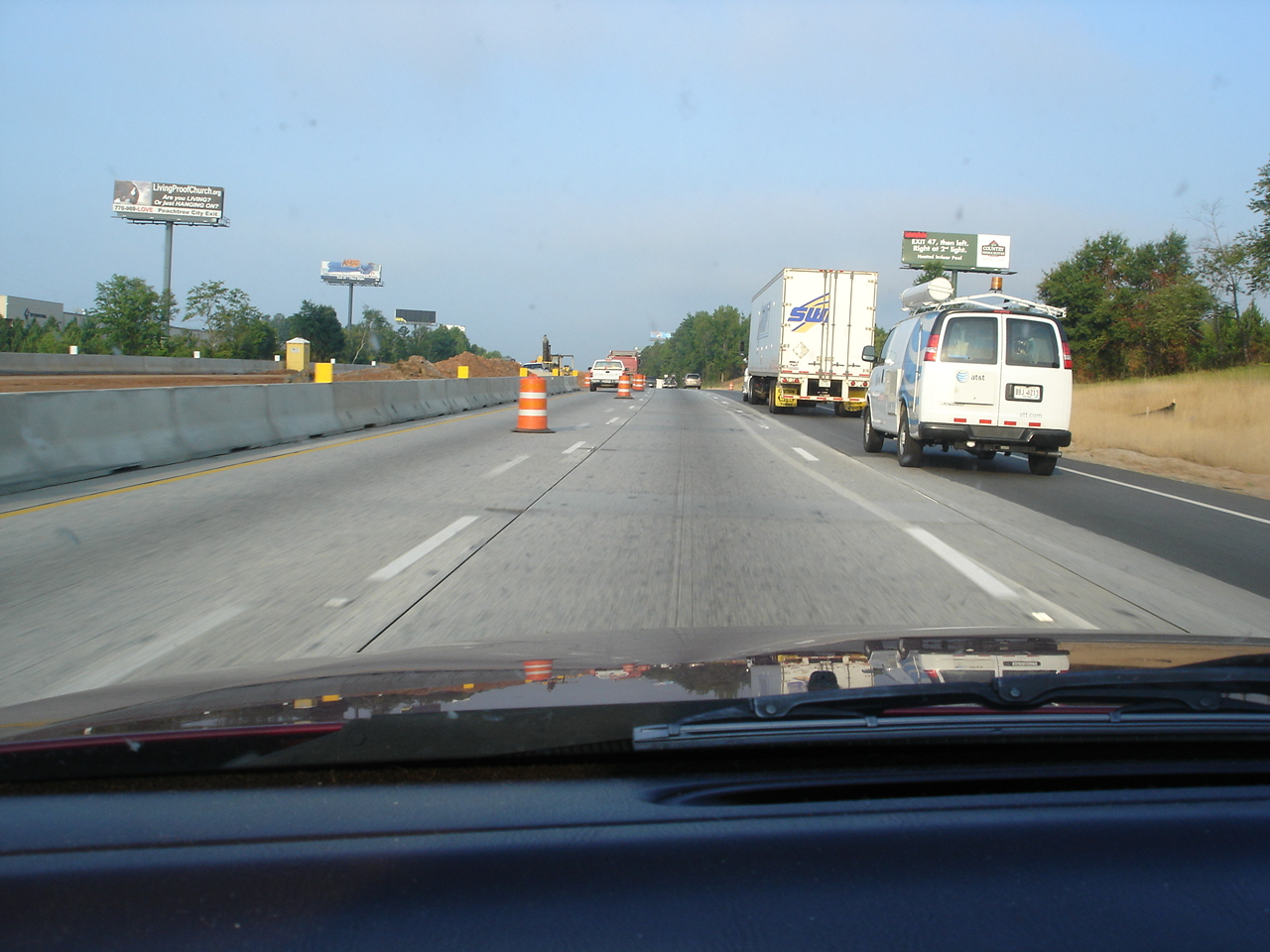
Xa lộ Liên tiểu bang 85 đang được xây dựng một phần gần ranh giới tiểu bang Alabama.

Tại Georgia, Xa lộ Liên tiểu bang 85 đi tránh khỏi West Point trước khi vào vùng LaGrange. Ở đông LaGrange, I-85 giao cắt với Xa lộ Liên tiểu bang 185. Người lái xe có thể chọn I-185 để đến Columbus và Fort Benning. Họ cũng có thể nhìn thấy nhà máy nhiều tỷ đô la của Kia Motors đang xây dựng tại West Point, cách LaGrange chứng vài dặm về hướng tây nam.
I-85 tại tiểu bang Georgia được đặt tên nhưng không cắm biển dấu là Xa lộ Tiểu bang 403.
Từ LaGrange, I-85 lên hướng đông bắc đến Atlanta. Trước khi đến Atlanta, xa lộ đi qua các khu ngoại ô Newnan, College Park và East Point cũng như giao cắt với Xa lộ Liên tiểu bang 285 và tạo nên con đường đến Sân bay Quốc tế Hartsfield-Jackson Atlanta. Bên phía nam thành phố, I-85 nhập với Xa lộ Liên tiểu bang 75 để hình thành xa lộ có tên là "Downtown Connector". Ngay trước phố chính thành phố, xa lộ đi qua nơi giao cắt với I-20. Sau đó, hai xa lộ I-75 và I-85 đi qua trung tâm thành phố cho đến khi chúng tách rời và cắt chéo nhau ngay phía bắc Viện Kỹ thuật Georgia. Tại nơi chia tách, I-75 đi ra bằng ba làn xe bên phải và rồi hướng lên hướng tây bắc trong khi I-85 dùng ba làn xe bên trái và rồi đi về hướng đông bắc.

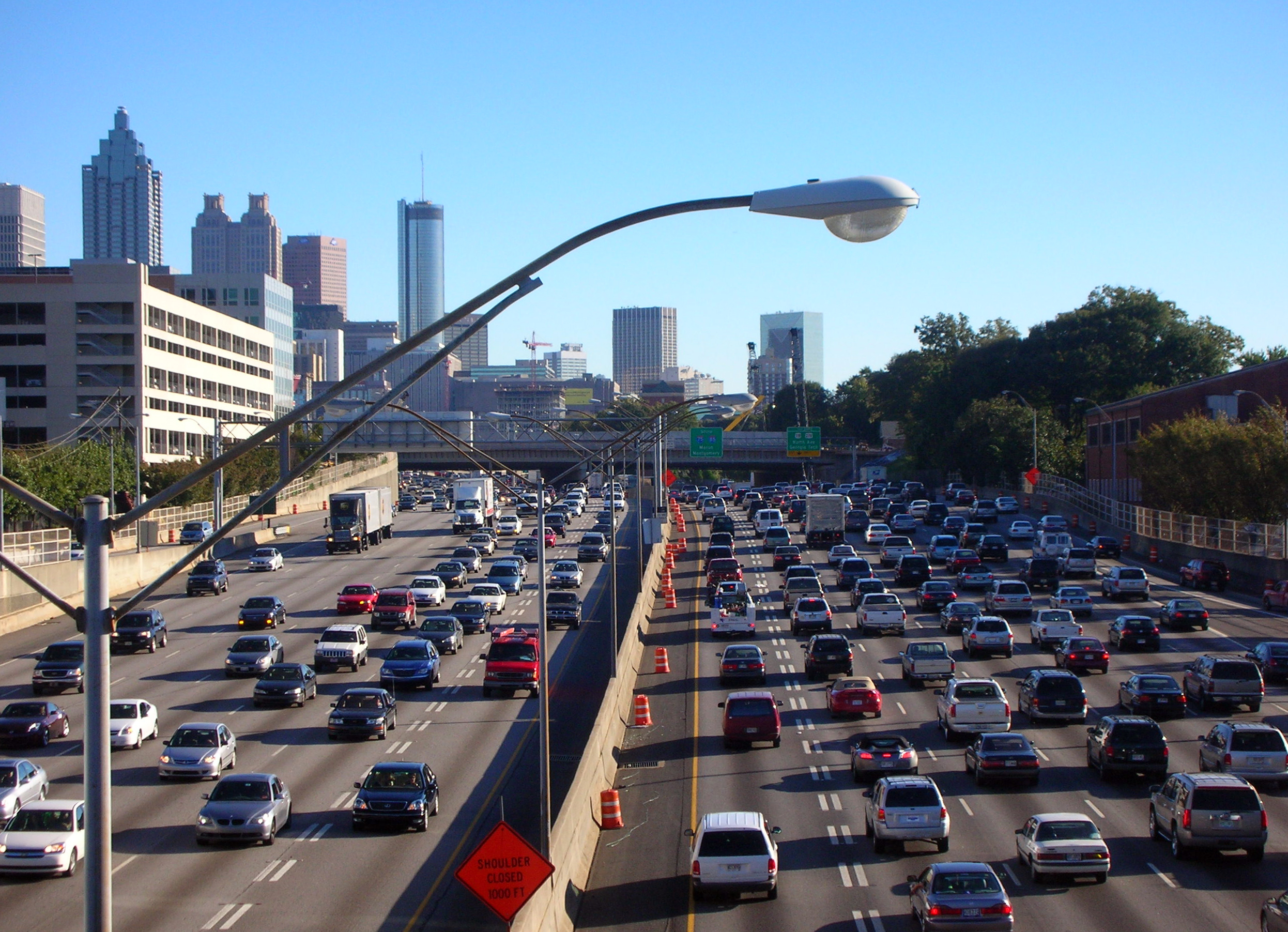
I-75 có chung biển chỉ dẫn với I-85 tại phố chính Atlanta

Tiếp tục đi về hướng đông bắc của Atlanta, Xa lộ Liên tiểu bang 85 tiếp tục đi qua các vùng ngoại ô đông bắc, đi tránh khỏi Chamblee và Doraville là nơi có một điểm giao cắt khác với I-285 (biệt danh là "Spaghetti Junction" có nghĩa là điểm giao cắt có hình thù như những sợi mì Ý).
Tiếp tục hướng bắc, người lái xe sẽ thấy một xa lộ liên tiểu bang nhánh ngắn, đó là Xa lộ Liên tiểu bang 985, tạo một đường nối đến Gainesville - trước khi đi qua đông bắc tiểu bang Georgia. Tại Hồ Hartwell, hồ được hình thành bởi con đập chắn trên Sông Savannah, I-85 tiến vào tiểu bang South Carolina.
Ngay đông bắc vị trí I-75 và I-85 tách nhau ở phía bắc, I-85 bị di dời về phía bắc lộ trình ban dầu của nó trong thập niên 1990 ngay từ đoạn phía đông bắc nút giao thông lập thể cho đến gần nút giao thông lập thể Xa lộ Tiểu bang 400. The original route is now signed Xa lộ Tiểu bang 13.

### South Carolina

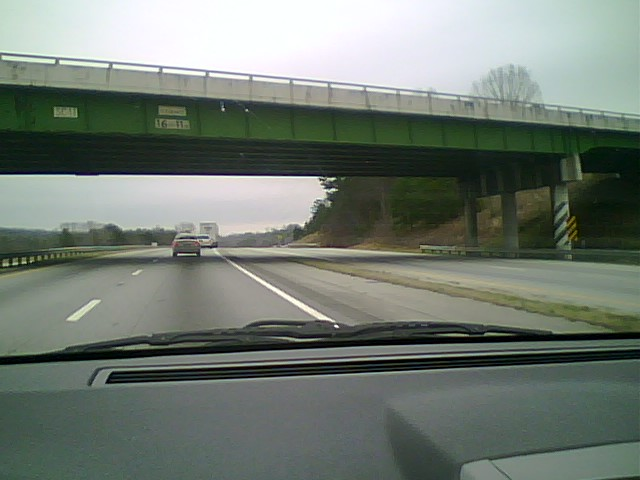
Xa lộ Liên tiểu bang 85 (chiều hướng bắc) sau Lối ra số một trong Quận Oconee, South Carolina năm 2008.

Xa lộ Liên tiểu bang 85 tạo một đường giao thông chính cho vùng tây bắc của tiểu bang South Carolina, nối các trung tâm chính Greenville và Spartanburg với những trung tâm quan trọng của vùng với nhau.
Tại South Carolina, Xa lộ Liên tiểu bang 85 đi tránh qua Clemson và Anderson trên đường đến Greenville. Bắt đầu tại Anderson, I-85 mở rộng từ 4 lên 6 làn xe. Gần Powdersville, Quốc lộ Hoa Kỳ 29 nhập vào I-85 và chúng cùng chạy chung với nhau cho đến khi vượt Sông Saluda.
Xa lộ Liên tiểu bang 85 đi tránh về phía nam Greenville, nhưng có đường nối vào thành phố qua các xa lộ liên tiểu bang nhánh ngắn là I-185 và I-385. Quốc lộ Hoa Kỳ 29 tạch khỏi I-85 và nhập vào I-185 đi về phố chính Greenville. I-185 hiện nay đang được mở rộng lớn thành xa lộ thu phí ở phía nam thành phố. Tại đoạn này, xa lộ có từ 6 đến 8 làn xe, tùy vào vị trí.
Phần lớn trung tâm thương mại, học viện và công nghiệp của vùng tây bắc tiểu bang nằm dọc theo I-85, đặc biệt là ngành công nghiệp chế tạo xe hơi đang phát triển. Tổng hành dinh Bắc Mỹ của công ty Michelin cùng với nhà máy lắp ráp xe hơi Spartanburg của BMW và Trung tâm Nghiên cứu Xe Quốc tế mới thuộc Đại học Clemson được nhìn thấy từ xa lộ.  Ngoài ra còn có các công ty khác có những hoạt động chính dọc theo hành lang này trong đó có Hubbell Lighting, Sara Lee Corporation, Hitachi, và General Electric.  I-85 cũng đi tránh ngang Sân bay Quốc tế Greenville-Spartanburg là sân bay phục vụ vùng đô thị Greenville-Spartanburg.

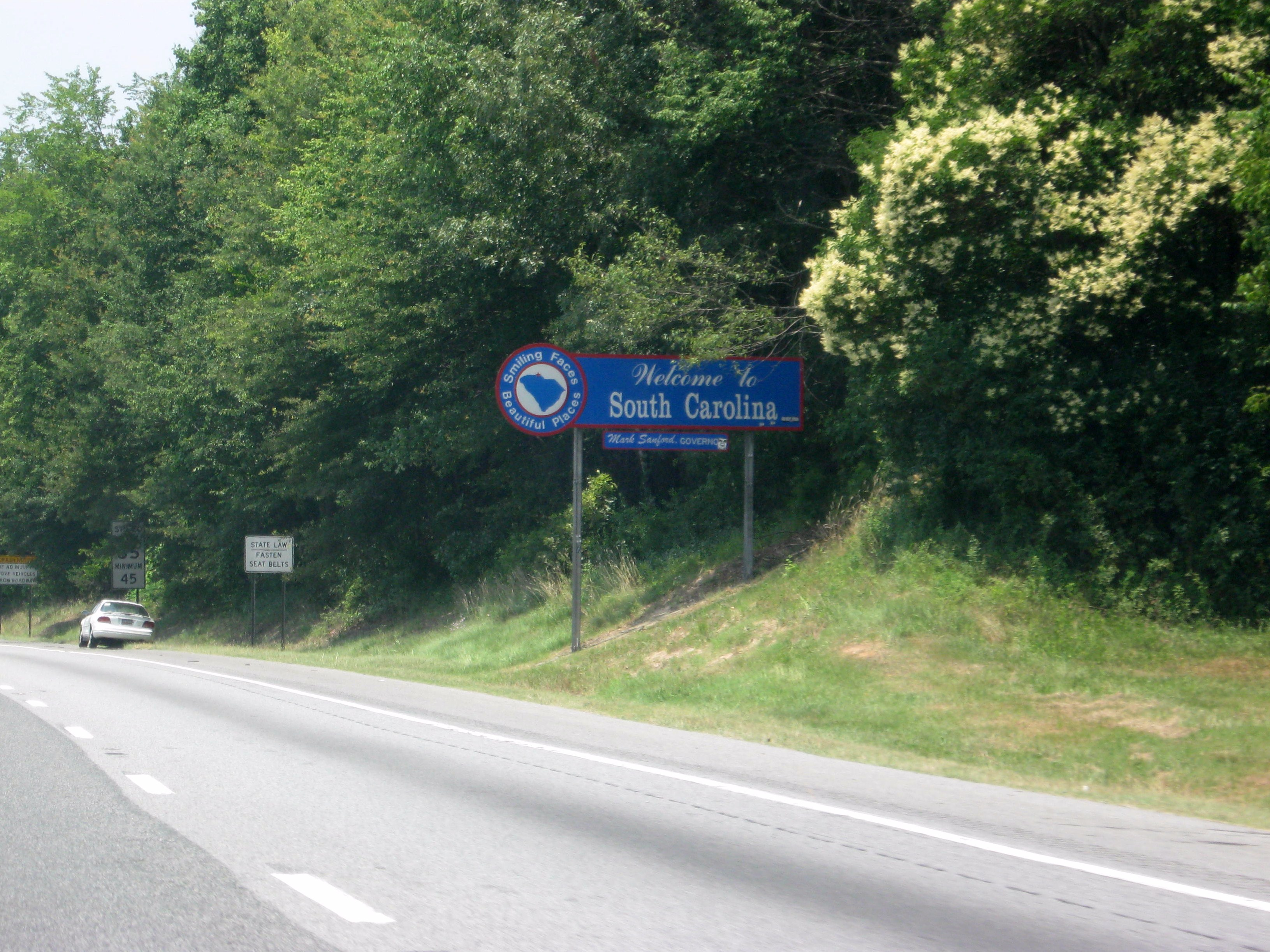
Xa lộ Liên tiểu bang 85, chiều hướng nam, đang đi vào tiểu bang South Carolina gần thành phố Blacksburg.

Thay vì đi vào thành phố Spartanburg, I-85 đi tránh ngang thành phố ở phía bắc. Lộ trình củ của nó hiện nay được cắm biển là Xa lộ vòng Thương mại 85 và được AASHTO chấp thuận ngày 22 tháng 4 năm 1995.
Phía bắc Spartanburg, I-85 thu hẹp từ 6 xuống 4 làn xe và đi tránh qua thành phố Gaffney. Tại Gaffney, người lái xe có thể nhìn thấy Peachoid, một tháp nước lớn trên đỉnh có hình quả đào là loại trái cây quan trọng nhất của tiểu bang.
Phần lớn địa hình giữa thành phố Spartanburg và ranh giới North Carolina có bản tính là nông thôn.

### North Carolina
Tại North Carolina, I-85 nhập với Xa lộ Liên tiểu bang 40 từ Greensboro đến Hillsborough, ngay phía tây Durham.  Tại Quận Alamance, xa lộ còn có tên là Xa lộ cao tốc Sam Hunt.
Ngay khi vào tiểu bang North Carolina, người lái xe có cảm giác rằng thành phố Charlotte, North Carolina chỉ cách đó khoảng 45 phút lái xe vì đoạn này I-85 có lộ trình tây sang đông hơn là nam lên bắc dọc theo Quốc lộ Hoa Kỳ 29 và Quốc lộ Hoa Kỳ 74 gần Núi Kings.
Người lái xe sẽ phải đi qua Gastonia và sau đó đến thành phố Charlotte, có thể chọn lựa Xa lộ Liên tiểu bang 485 để tránh thành phố.
Tại Charlotte, I-85 đi tránh Sân bay Quốc tế Charlotte-Douglas và quay hướng đông bắc ngay trước khi đến trung tâm thành phố Charlotte; như thế I-85 đi tránh khỏi trung tâm thành phố để đi về phía bắc.
Điểm giao cắt giữa I-85 và Xa lộ Liên tiểu bang 77 phía bắc trung tâm thành phố Charlotte có cấu hình kỳ lạ. Trong khi I-85 đi bên dưới I-77 thì những làn xe chiều hướng bắc của I-77 nằm ở phía tây của những làn xe chiều hướng nam của I-77. Các làn xe trên I-77 trở lại vị trí đúng của nó ở phía bắc và nam của nút giao thông lập thể này.
Phía bắc Charlotte, xa lộ đi gần Concord. Người lái xe có thể nhìn thấy Đường đua xe Charlotte.
Tại mốc dặm số 98, các làn xe đi hướng bắc của I-85 cắt ngang bên dưới các làn xe đi hướng nam và chúng quay trở lại vị trí đúng gần mốc dặm 102.

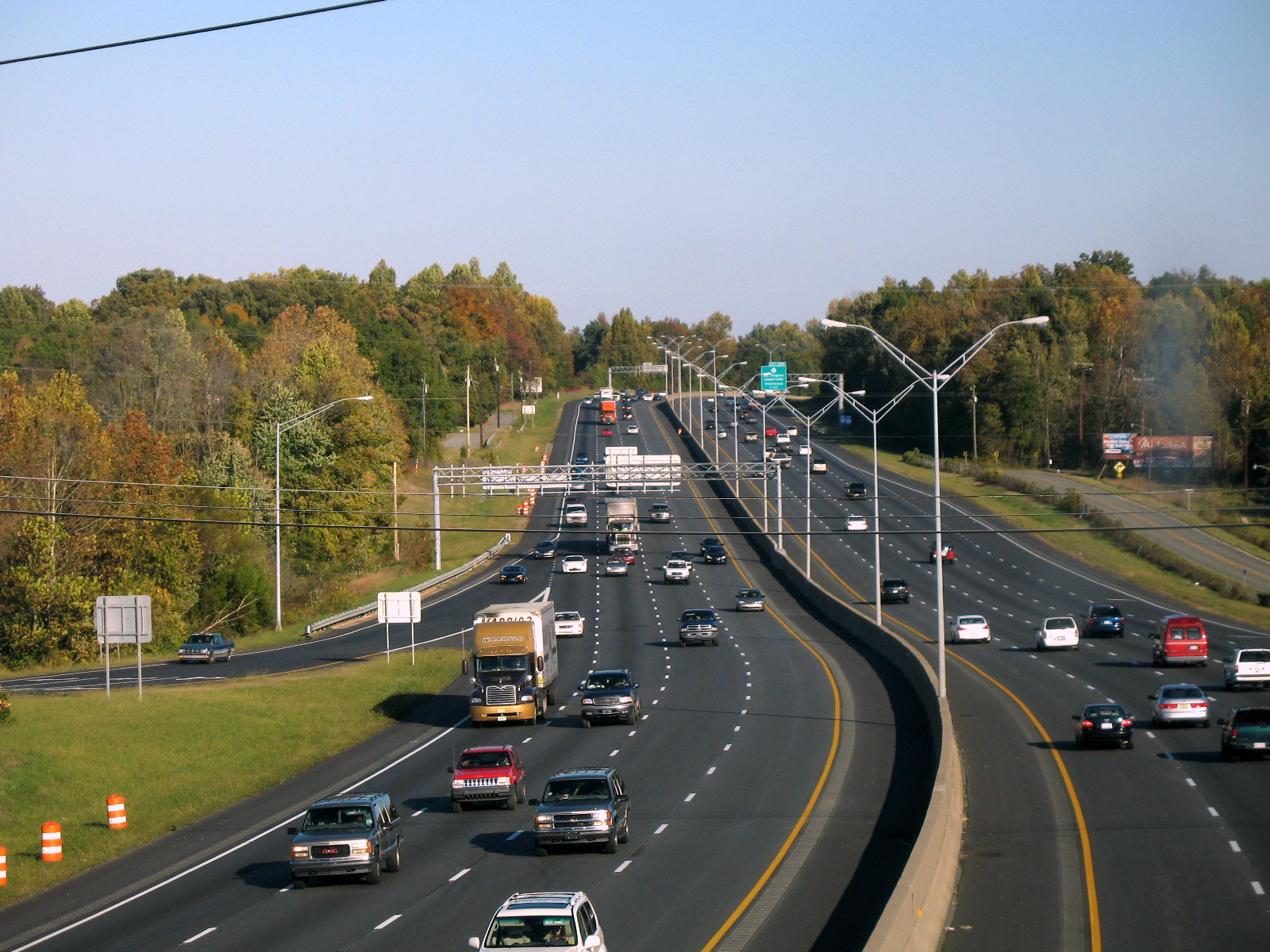
Xa lộ Liên tiểu bangs 85/Xa lộ Liên tiểu bang 40 đi qua thành phố Burlington, NC.

Tiếp tục về hướng bắc, I-85 đi qua hay đi gần Salisbury, Lexington và High Point trước khi đến Greensboro. Tại Greensboro, I-85 chuyển đổi sang lộ trình mới, tránh xa khu phố chính thành phố. Tại Lối ra số 120, Xa lộ Thương mại Liên tiểu bang 85 (đường củ của I-85 đi qua phố chính) kết thúc và Xa lộ Liên tiểu bang 73 bắt đầu một đoạn trùng ngắn với I-85 và tách ra tại Lối ra số 122. I-85 giao cắt với I-73 mới dành cho người lái xe đi hướng tây đến Winston-Salem (qua ngã I-40).  Lộ trình củ của I-85 gần phố chính Greensboro nhất (hiện nay là Xa lộ Thương mại Liên tiểu bang 85/Xa lộ Liên tiểu bang 40) cũng là nơi ghét tiếng vì có nhiều vụ tại nạn giao thông và có biệt danh là "Thung lũng Chết".
Tại Lối ra số 131, I-85 nhập với I-40 ở phía đông phố chính, và hai xa lộ cùng có chung biển chỉ dẫn khi chúng đi qua Burlington, Graham và Mebane rồi tách ra gần Hillsborough. Xa lộ Liên tiểu bang 85 tiếp tục đi đến Durham trong khi đó Xa lộ Liên tiểu bang 40 (Lối ra số 163) quay về phía Chapel Hill, Cary và Raleigh.
Từ Durham, I-85 quay hướng đông bắc và đi về phía tiểu bang Virginia.

### Virginia
Từ ranh giới tiểu bang Virginia, xa lộ đi qua South Hill và McKenney trước khi đi vào một khu rừng lớn có nhiều cây. Sau khu rừng, Xa lộ Liên tiểu bang 85 đến Petersburg và kết thúc tại Xa lộ Liên tiểu bang 95. Xa lộ có một đoạn ngắn dùng chung biển chỉ dẫn với Quốc lộ Hoa Kỳ 460 cách Petersburg vài dặm về phía tây trong Quận Dinwiddie.
Đoạn đường 4 dặm (6 km) còn lại của I-85 gần Petersburg trước đây từng là điểm đầu phía nam của Xa lộ thu phí Richmond-Petersburg là xa lộ được xây dựng xong vào năm 1958. Xa lộ này ngưng thu phí năm 1992 sau khi Xa lộ Liên tiểu bang 295 xây xong.
Trước quyết định gia tăng tốc độ giới hạn lên 70 dặm một giờ vào năm 2010 của tiểu bang, đoạn đường đi I-85 qua tiểu bang Virginia và cũng là xa lộ liên tiểu bang duy nhất trong tiểu bang có biển tốc độ giới hạn cao hơn 65 dặm một giờ (105 km/giờ). Nó được lập pháp tiểu bang tăng từ 65 mph (105 km/h) lên 70 mph (113 km/h) vào ngày 1 tháng 7 năm 2006.
Điểm đầu phía bắc của I-85 nằm ở xa lộ liên tiểu bang then chốt trên duyên hải phía đông là I-95. Đây là lối đi đến nhiều thành phố lớn trong đó có Miami, Jacksonville, Washington DC, Philadelphia, Thành phố New York, Boston, etc.

## Các xa lộ giao cắt chính
- Xa lộ Liên tiểu bang 65 tại Montgomery, Alabama
- Xa lộ Liên tiểu bang 185 gần LaGrange, Georgia.
- Xa lộ Liên tiểu bang 285 gần College Park, Georgia. I-85 giao cắt với xa lộ này hai lần.
- Xa lộ Liên tiểu bang 75 tại Atlanta. Hai xa lộ chạy trùng với nhau qua phần lớn thành phố.
- Xa lộ Liên tiểu bang 20 tại Atlanta.
- Xa lộ Liên tiểu bang 985 gần Lawrenceville, Georgia.
- Xa lộ Liên tiểu bang 185 gần Greenville, South Carolina.
- Xa lộ Liên tiểu bang 385 gần Greenville.
- Xa lộ Liên tiểu bang 26 gần Spartanburg, South Carolina.
- Xa lộ Liên tiểu bang 585 gần Spartanburg qua ngã Xa lộ vòng Thương mại 85. Đoạn kéo dài đang được xây dựng sẽ kéo dài I-585 đến I-85.
- Xa lộ Liên tiểu bang 485 tại Charlotte, North Carolina. I-85 giao cắt với I-485 hai lần.
- Xa lộ Liên tiểu bang 77 tại Charlotte, North Carolina.
- Xa lộ Liên tiểu bang 40 tại Greensboro, North Carolina. Chúng trùng nhau cho đến Hillsborough, North Carolina.
- Xa lộ Liên tiểu bang 73 tương lại tại Greensboro.
- Xa lộ Liên tiểu bang 95 tại Petersburg, Virginia. (Map)

## Xa lộ phụ

### Xa lộ thương mại
- Xa lộ Thương mại Liên tiểu bang 85 (North Carolina) tại High Point, North Carolina và Greensboro, North Carolina.
- Xa lộ Thương mại Liên tiểu bang 85 (South Carolina) gần Spartanburg, South Carolina.